# 夏州都督府
夏州都督府，唐代都督府之一。貞觀二年（628年）于夏州（治所在今陕西靖边县北白城子）置。督夏、绥、银三州。贞观四年（630年）增督东突厥地定襄、云中两羁縻都督府。永徽后云中划属单于都护府，又督薛延陀、回纥内迁部族侨寄于夏州境内的达浑、安化州、宁朔州、仆固州等四羁縻都督府。天授后又督侨寄境内的党项、吐谷浑族诸羁縻府州。武周圣历元年（698年）增督盐州。 
天宝节度使兴起后，所辖各州归属朔方节度使，贞元三年（787年）夏绥节度使的职事官为夏州都督。
| 唐朝夏州都督府辖州 | 唐朝夏州都督府辖州                                             |
| ------------------ | -------------------------------------------------------------- |
| 628年              | 夏州、绥州、盐州                                               |
| 628年—629年        | 夏州、绥州（盐州改属灵州都督府，北基州、北仁州来属，增设银州） |
| 629年—634年        | 夏州、绥州、北基州、银州（废北仁州）                           |
| 634年—714年        | 夏州、绥州、银州（废北基州）                                   |
| 714年—734年        | 夏州、银州（绥州改属延州都督府）                               |
| 734年—738年        | 夏州、银州（长州、匡州来属）                                   |
| 738年—742年        | 夏州、银州（匡州改名宥州，废长州）                             |
| 742年—787年        | 夏州、银州、宥州                                               |
| 787年—813年        | 夏州、绥州、银州                                               |
| 813年              | 夏州、绥州、银州（盐州一度来属）                               |
| 813年—820年        | 夏州、绥州、银州                                               |
| 820年—唐末         | 夏州、绥州、银州（增设宥州）                                   |

羁縻州
| 羁縻都督府                                                       | 州名                     | 现在地名                                                                                     | 备注 |
| ---------------------------------------------------------------- | ------------------------ | -------------------------------------------------------------------------------------------- | --- |
| 云中都督府 北开州都督府                                          | 北开州 （634年改为化州） | 内蒙古乌审旗黄陶勒盖乡                                                                       | 630年置，安置突厥颉利可汗部落，下辖北开州、北宁州、北安州、北抚州，630年改为北开州都督府，634年改为化州都督府，639年废府州，归阿史那思摩突厥政权 |
| 北抚州都督府                                                     | 北抚州 （634年改为抚州） | 陕西榆林市榆阳区                                                                             | 630年置，安置突厥颉利可汗部落，630年改为北抚州都督府，634年废，抚州改属化州都督府                                                                |
| 北安州都督府                                                     | 北安州 （633年改为抚州） | 内蒙古鄂托克前旗查干陶勒盖苏木                                                               | 630年置，安置突厥颉利可汗部落，630年改为北安州都督府，633年改为长州都督府，639年废府州，归阿史那思摩突厥政权                                     |
| 北宁州都督府                                                     | 北宁州 （633年改为宁州） | 内蒙古乌审旗嘎鲁图苏木沙如努图格                                                             | 630年置，安置突厥颉利可汗部落，630年改为北宁州都督府，633年改为宁州都督府，634年废，宁州改属长州都督府                                           |
| 云中州都督府 （681年由单于都护府来属）                           | 云中州                   | 681年：内蒙古乌审旗嘎鲁图苏木沙如努图格 广德年间：鄂托克前旗                                 | 796年废府州 |
| 云中州都督府 （681年由单于都护府来属）                           | 舍利州                   | 内蒙古乌审旗中部                                                                             | 728年废州 |
| 云中州都督府 （681年由单于都护府来属）                           | 思璧州                   | 内蒙古乌审旗中部                                                                             | 728年废州 |
| 云中州都督府 （681年由单于都护府来属）                           | 那州                     | 内蒙古乌审旗中部                                                                             | 728年废州 |
| 云中州都督府 （681年由单于都护府来属）                           | 绰州                     | 内蒙古乌审旗中部                                                                             | 728年废州 |
| 云中州都督府 （681年由单于都护府来属）                           | 白登州                   | 内蒙古乌审旗中部                                                                             | 728年废州 |
| 定襄州都督府 （681年由单于都护府来属）                           | 定襄州                   | 681年：陕西横山县横山镇 广德年间：鄂托克前旗查干陶勒盖苏木                                   | 796年废府州 |
| 定襄州都督府 （681年由单于都护府来属）                           | 阿德州                   | 陕西横山县西                                                                                 | 728年废州 |
| 定襄州都督府 （681年由单于都护府来属）                           | 执失州                   | 陕西横山县西                                                                                 | 728年废州 |
| 定襄州都督府 （681年由单于都护府来属）                           | 苏农州                   | 陕西横山县西                                                                                 | 728年废州 |
| 定襄州都督府 （681年由单于都护府来属）                           | 拔延州                   | 陕西靖边县东                                                                                 | 728年废州 |
| 桑干州都督府 （681年由单于都护府来属）                           | 桑干州                   | 681年：内蒙古乌审旗查干淖尔镇 广德年间：鄂托克前旗                                           | 796年废府州 |
| 桑干州都督府 （681年由单于都护府来属）                           | 郁射州                   | 内蒙古乌审旗北                                                                               | 728年废州 |
| 桑干州都督府 （681年由单于都护府来属）                           | 艺失州                   | 内蒙古乌审旗北                                                                               | 728年废州 |
| 桑干州都督府 （681年由单于都护府来属）                           | 毕失州                   | 内蒙古乌审旗北                                                                               | 728年废州 |
| 桑干州都督府 （681年由单于都护府来属）                           | 叱略州                   | 内蒙古乌审旗北                                                                               | 728年废州 |
| 呼延州都督府 （681年由单于都护府来属）                           | 呼延州                   | 681年：内蒙古乌审旗陶利苏木 765年：盐池县苏步井乡兴武营                                      | 787年—793年属吐蕃，801年废府州 |
| 呼延州都督府 （681年由单于都护府来属）                           | 贺鲁州                   | 内蒙古乌审旗南                                                                               | 716年废州 |
| 呼延州都督府 （681年由单于都护府来属）                           | 那吉州                   | 内蒙古乌审旗南                                                                               | 716年废州 |
| 呼延州都督府 （681年由单于都护府来属）                           | 𨁂跌州                   | 681年：内蒙古乌审旗沙尔利格苏木 716年：中受降城                                              | 720年废州 |
| 达浑州都督府 （681年由安北都护府来属）                           | 达浑州                   | 陕西靖边县镇靖镇                                                                             | 安置铁勒延陀部，728年废府州 |
| 达浑州都督府 （681年由安北都护府来属）                           | 姑衍州                   | 陕西靖边县中部                                                                               | 安置铁勒延陀部，728年废府州 |
| 达浑州都督府 （681年由安北都护府来属）                           | 步讫若州                 | 陕西靖边县中部                                                                               | 安置铁勒延陀部，716年废州 |
| 达浑州都督府 （681年由安北都护府来属）                           | 鹘州                     | 陕西靖边县中部                                                                               | 安置铁勒延陀部，716年废州 |
| 达浑州都督府 （681年由安北都护府来属）                           | 低粟州                   | 陕西靖边县中部                                                                               | 安置铁勒延陀部，716年废州 |
| 达浑州都督府 （681年由安北都护府来属）                           | 溪弹州                   | 陕西靖边县中部                                                                               | 713年置，安置铁勒延陀部，716年废州 |
| 归德州都督府 （763年改为宁朔州都督府）                           | 归德州                   | 陕西榆林市刘官寨乡归德堡                                                                     | 699年置，安置吐谷浑，810年废州 |
| 归德州都督府 （763年改为宁朔州都督府）                           | 宁朔州                   | 内蒙古乌审旗沙尔利格苏木                                                                     | 767年由灵州都督府来属，安置吐谷浑，810年废府州                                                                                                   |
| 归德州都督府 （763年改为宁朔州都督府）                           | 清塞州                   | 陕西榆林市榆阳区                                                                             | 715年置，安置吐谷浑慕容道奴部，810年废州 |
| 归德州都督府 （763年改为宁朔州都督府）                           | 宽州                     | 陕西清涧县秀延镇                                                                             | 678年置，安置吐谷浑，直属夏州都督府，699年属归德州都督府，714年直属延州都督府，798年废州                                                         |
| 归德州都督府 （763年改为宁朔州都督府）                           | 浑州                     | 陕西安塞县王窑乡                                                                             | 678年置，安置吐谷浑，直属夏州都督府，699年属归德州都督府，714年直属延州都督府，798年废州                                                         |
| 静边州都督府 （692年置，765年—787年、801年—810年改属灵州都督府） | 静边州                   | 677年：陕西横山县韩岔乡 大历年间：山西临县 799年：陕西神木县 801年：鄂托克前旗查干陶勒盖苏木 | 677年自鄯州都督府来属，安置党项，直属夏州都督府，692年属静边州都督府，810年废府州                                                                |
| 静边州都督府 （692年置，765年—787年、801年—810年改属灵州都督府） | 恤州                     | 陕西横山县波罗镇                                                                             | 677年自翼州都督府来属，安置诸羌，直属夏州都督府，692年属静边州都督府，大历年间废州                                                               |
| 静边州都督府 （692年置，765年—787年、801年—810年改属灵州都督府） | 懿州 （713年改名淳州）   | 陕西横山县高镇乡                                                                             | 677年自松州都督府来属，安置党项拓跋氏，直属夏州都督府，692年属静边州都督府，796年废州                                                            |
| 静边州都督府 （692年置，765年—787年、801年—810年改属灵州都督府） | 开元州                   | 陕西横山县魏家楼镇                                                                           | 677年置，安置党项拓跋氏，直属夏州都督府，692年属静边州都督府，大历年间废州                                                                       |
| 静边州都督府 （692年置，765年—787年、801年—810年改属灵州都督府） | 乌笼州                   | 陕西横山县双城乡柴家河村                                                                     | 677年置，安置党项拓跋氏，直属夏州都督府，692年属静边州都督府，大历年间废州                                                                       |
| 静边州都督府 （692年置，765年—787年、801年—810年改属灵州都督府） | 归州                     | 陕西靖边县青阳岔镇                                                                           | 677年置，安置党项拓跋氏，直属夏州都督府，692年属静边州都督府，大历年间废州                                                                       |
| 静边州都督府 （692年置，765年—787年、801年—810年改属灵州都督府） | 昌塞州                   | 陕西靖边县天赐湾镇                                                                           | 677年置，安置党项拓跋氏，直属夏州都督府，692年属静边州都督府，大历年间废州                                                                       |
| 静边州都督府 （692年置，765年—787年、801年—810年改属灵州都督府） | 回乐州                   | 陕西靖边县新城乡                                                                             | 677年置，安置党项拓跋氏，直属夏州都督府，692年属静边州都督府，大历年间废州                                                                       |
| 静边州都督府 （692年置，765年—787年、801年—810年改属灵州都督府） | 嵯州                     | 陕西吴起县周湾镇                                                                             | 677年自松州都督府来属，安置党项拓跋氏，直属夏州都督府，692年属静边州都督府，大历年间废州                                                         |
| 静边州都督府 （692年置，765年—787年、801年—810年改属灵州都督府） | 诺州                     | 陕西吴起县五谷城镇                                                                           | 677年自松州都督府来属，安置党项把利氏，直属夏州都督府，692年属静边州都督府，大历年间废州                                                         |
| 静边州都督府 （692年置，765年—787年、801年—810年改属灵州都督府） | 祐州                     | 陕西靖边县周河镇                                                                             | 677年自鄯州都督府来属，安置党项费听氏，直属夏州都督府，692年属静边州都督府，大历年间废州                                                         |
| 静边州都督府 （692年置，765年—787年、801年—810年改属灵州都督府） | 归顺州                   | 陕西志丹县顺宁镇                                                                             | 677年置，安置党项，直属夏州都督府，692年属静边州都督府，大历年间废州                                                                             |
| 静边州都督府 （692年置，765年—787年、801年—810年改属灵州都督府） | 乌掌州                   | 陕西吴起县吴仓堡镇                                                                           | 677年置，安置党项拓跋氏，直属夏州都督府，692年属静边州都督府，大历年间废州                                                                       |
| 静边州都督府 （692年置，765年—787年、801年—810年改属灵州都督府） | 嶂州                     | 陕西定边县新安边镇                                                                           | 677年自鄯州都督府来属，安置党项野利氏，直属夏州都督府，692年属静边州都督府，大历年间废州                                                         |
| 静边州都督府 （692年置，765年—787年、801年—810年改属灵州都督府） | 盖州                     | 陕西定边县杨井镇                                                                             | 677年自鄯州都督府来属，安置党项野利氏，直属夏州都督府，692年属静边州都督府，大历年间废州                                                         |
| 静边州都督府 （692年置，765年—787年、801年—810年改属灵州都督府） | 思乐州                   | 677年：陕西定边县冯地坑镇 765年：陕西靖边县高家沟乡                                          | 677年置，安置党项拓跋氏，直属夏州都督府，692年属静边州都督府，大历年间废州                                                                       |
| 静边州都督府 （692年置，765年—787年、801年—810年改属灵州都督府） | 思义州                   | 677年：陕西定边县白湾子镇 765年：陕西横山县艾好峁乡                                          | 677年置，安置党项拓跋氏，直属夏州都督府，692年属静边州都督府，大历年间废州                                                                       |
| 静边州都督府 （692年置，765年—787年、801年—810年改属灵州都督府） | 万卑州                   | 陕西志丹县张渠乡                                                                             | 680年自松州都督府来属，安置诸羌，直属夏州都督府，692年属静边州都督府，796年废州                                                                  |
| 乐容州都督府 （787年—801年来属）                                 | 乐容州                   | 765年：陕西榆林市补浪河乡 大历年间：山西临县 799年：陕西神木县 801年：鄂托克前旗             | 765年置属灵州都督府，安置党项拓跋氏，810年废府州                                                                                                 |
| 乐容州都督府 （787年—801年来属）                                 | 东夏州                   | 陕西横山县波罗镇                                                                             | 692年置，安置党项，直属夏州都督府，765年属乐容州都督府，大历年间废州                                                                             |
| 安化州都督府 （787年—801年来属）                                 | 安化州                   | 765年：内蒙古乌审旗陶利苏木 大历年间：山西临县 799年：陕西神木县 801年：鄂托克前旗           | 765年置属灵州都督府，安置党项野利氏，810年废府州                                                                                                 |
| 安化州都督府 （787年—801年来属）                                 | 浮州                     | 692年：宁夏盐池县大水坑镇 765年：内蒙古乌审旗陶利苏木                                        | 692年置，安置党项，直属灵州都督府，天宝年间属静边州都督府，765年属安化州都督府，大历年间废州                                                     |
| 相兴州都督府 （787年—801年来属）                                 | 相兴州                   | 765年：陕西横山县横山镇 大历年间：山西临县 799年：陕西神木县 801年：鄂托克前旗               | 765年置属灵州都督府，安置党项拓跋氏，810年废府州                                                                                                 |
| 相兴州都督府 （787年—801年来属）                                 | 西归州                   | 692年：宁夏盐池县麻黄山乡 765年：陕西横山县横山镇                                            | 692年置，安置党项，直属灵州都督府，天宝年间属静边州都督府，765年属相兴州都督府，大历年间废州                                                     |
| 宜定州都督府                                                     | 宜定州                   | 765年：陕西子长县李家岔镇 大历年间：山西临县 799年：陕西神木县 801年：鄂托克前旗             | 765年置属灵州都督府，安置党项野利氏，810年废府州                                                                                                 |
| 芳池州都督府                                                     | 芳池州                   | 765年：陕西志丹县保安镇 大历年间：山西临县 799年：陕西神木县 801年：鄂托克前旗               | 765年置属灵州都督府，安置党项野利氏，810年废府州                                                                                                 |
| 永平州都督府 （787年—796年来属）                                 | 永平州                   | 765年：内蒙古乌审旗查干淖尔镇 801年：鄂托克前旗                                              | 765年置属灵州都督府，安置党项，810年废府州 |
| 永平州都督府 （787年—796年来属）                                 | 朝州                     | 692年：宁夏灵武市马家滩镇 765年：内蒙古乌审旗查干淖尔镇                                      | 692年置，安置党项，直属灵州都督府，天宝年间属静边州都督府，765年属永平州都督府，796年废州                                                        |
| 旭定州都督府 （787年—796年来属）                                 | 旭定州                   | 765年：内蒙古乌审旗嘎鲁图苏木沙如鲁图格 801年：鄂托克前旗                                    | 765年置属灵州都督府，安置党项，810年废府州 |
| 旭定州都督府 （787年—796年来属）                                 | 永定州                   | 内蒙古乌审旗嘎鲁图苏木沙如鲁图格                                                             | 765年置属灵州都督府，安置党项，796年废州 |
| 旭定州都督府 （787年—796年来属）                                 | 吴州                     | 692年：宁夏盐池县冯记沟乡 765年：内蒙古乌审旗嘎鲁图苏木巴音宝拉格                            | 692年置，安置党项，直属灵州都督府，天宝年间属静边州都督府，765年属旭定州都督府，796年废州                                                        |
| 清宁州都督府 （787年—796年来属）                                 | 清宁州                   | 765年：内蒙古乌审旗达布察克镇 801年：鄂托克前旗                                              | 765年置属灵州都督府，安置党项，810年废府州 |
| 清宁州都督府 （787年—796年来属）                                 | 北夏州                   | 内蒙古乌审旗达布察克镇                                                                       | 692年置，安置党项，直属夏州都督府，天宝年间属静边州都督府，765年属清宁州都督府，796年废州                                                        |
| 忠顺州都督府 （787年—796年来属）                                 | 忠顺州                   | 765年：内蒙古乌审旗黄陶勒盖乡 801年：鄂托克前旗                                              | 765年置属灵州都督府，安置党项，810年废府州 |
| 忠顺州都督府 （787年—796年来属）                                 | 餝州                     | 内蒙古乌审旗黄陶勒盖乡                                                                       | 692年置，安置党项，直属夏州都督府，天宝年间属静边州都督府，765年属忠顺州都督府，796年废州                                                        |
| 宁保州都督府 （787年—796年来属）                                 | 宁保州                   | 765年：陕西榆林市耳林乡 801年：鄂托克前旗                                                    | 765年置属灵州都督府，安置党项，810年废府州 |
| 宁保州都督府 （787年—796年来属）                                 | 悦州                     | 陕西榆林市耳林乡                                                                             | 692年置，安置党项，直属夏州都督府，天宝年间属静边州都督府，765年属宁保州都督府，796年废州                                                        |
| 静塞州都督府 （787年—796年来属）                                 | 静塞州                   | 765年：陕西榆林市岔河则乡 801年：鄂托克前旗                                                  | 765年置属灵州都督府，安置党项，810年废府州 |
| 静塞州都督府 （787年—796年来属）                                 | 布州                     | 陕西榆林市岔河则乡                                                                           | 692年置，安置党项，直属夏州都督府，天宝年间属静边州都督府，765年属静塞州都督府，796年废州                                                        |
| 万吉州都督府 （787年—796年来属）                                 | 万吉州                   | 765年：陕西榆林市巴拉素镇白城台村 801年：鄂托克前旗                                          | 765年置属灵州都督府，安置党项，810年废府州 |
| 万吉州都督府 （787年—796年来属）                                 | 达州                     | 陕西榆林市巴拉素镇白城台村                                                                   | 692年置，安置党项，属静边州都督府，天宝年间废入恤州，765年重设，属万吉州都督府，796年废州                                                        |
| 仆固州都督府 （787年来属）                                       | 仆固州                   | 内蒙古乌审旗纳林河乡                                                                         | 765年置属灵州都督府，安置铁勒仆固部，810年废府州                                                                                                 |
| （兰池州都督府）                                                 | 塞州                     | 内蒙古鄂托克前旗查干陶勒盖苏木巴彦呼日呼古城                                                 | 679年置属灵州都督府，安置粟特，704年—707年改为匡州塞门县，707年属兰池州都督府，722年属夏州都督府，723年废州                                      |

唐朝夏州都督
- 窦静（628年—631年）
- 张亮（632年）
- 李愔（637年）
- 刘兰（639年—641年）
- 张士贵（641年—642年）
- 尉迟敬德（642年—643年）
- 乔轨（643年）
- 乔师望（645年—646年）
- 张义（贞观年间）
- 宇文仁简（贞观末年永徽初年）
- 屈突寿（贞观末年永徽初年）
- 姜协（664年—667年）
- 王立行（高宗时）
- 王方翼（682年—683年）
- 李崇义（683年）
- 薛岑（武周年间）
- 薛讷（701年）
- 李思孝（中宗时）
- 甄道一（景云年间）
- 强循（714年—715年）
- 甄道一（716年）
- 阳钦明（721年）
- 武令瓌（肃宗时）
- 沈东美（代宗时）
- 夏绥节度使（787年之后）